# Karolina Gorczyca
Karolina Gorczyca (ur. 14 marca 1985 w Biłgoraju) – polska aktorka filmowa i telewizyjna.

## Życiorys
W 2008 została absolwentką Państwowej Wyższej Szkoły Teatralnej w Krakowie. Współpracowała z Teatrem STU w Krakowie, Teatrem Prapremier InVitro w Lublinie oraz teatrami w Warszawie – Mazowieckim i OCH-Teatrem.
Ogólnopolską rozpoznawalność zdobyła dzięki roli w filmie Miłość na wybiegu (2009). W 2010 otrzymała nagrodę „Kobieta Roku Glamour” w kategorii Wejście w stylu glamour. W 2013 rozpoczęła karierę jako aktorka dubbingowa, użyczając głosu Larze Croft w polskiej wersji językowej gier z serii Tomb Raider. Jesienią 2016 uczestniczyła w szóstej edycji programu rozrywkowego Polsatu Dancing with the Stars. Taniec z gwiazdami.

### Życie prywatne
Do grudnia 2013 związana była z aktorem Wojciechem Zielińskim, z którym ma córkę Marię. W 2016 związała się z Krzysztofem Kosteckim, z którym ma syna Henryka (ur. 16 czerwca 2018). W lutym 2024 potwierdziła, że od kilku miesięcy pozostaje w nieformalnej relacji z aktorem Krzysztofem Czeczotem, z którym 17 września tego samego roku zawarła związek małżeński.

## Filmografia
- 2007: Korowód jako Kasia Darska
- 2008: Na Kredyt
- 2008: Pora mroku jako Joanna Kuczerska
- 2008: Twarzą w twarz jako psycholog Dorota Popławska
- 2009–2014: Czas honoru jako Wiktoria „Ruda” Rudnicka
- 2009: Miłość na wybiegu jako Julia Wejcher
- 2009–2010: Na dobre i na złe jako doktor Iwona Kalicka, narzeczona Sarneckiego
- 2009: Ostatnia akcja jako Magda
- 2009: Sprawiedliwi jako pielęgniarka Jakuba (odc. 7)
- 2009: Huśtawka jako Karolina
- 2009–2010: Majka jako Klara, dziewczyna Piotra Olkowicza
- 2010–2011: Usta usta jako Lena
- 2010: Skrzydlate świnie jako Alina, partnerka Oskara
- 2012: Zdjęcie jako Ewa
- 2012: Anna German jako Jadwiga Kowalska
- 2012: Hotel 52 jako siostra zakonna Anna Makowska (odc. 62)
- 2012: Komisarz Blond i Oko sprawiedliwości jako asystentka
- 2013: Komisarz Alex jako policyjny psycholog, Ewa Wilk
- 2013: Wybraniec jako Justyna Mróz, żona Kamila
- 2013: Ojciec Mateusz jako Inka Adamus (odc. 118)
- 2013–2014: To nie koniec świata! jako Anka Szostakowska
- 2013: Lekarze jako Karolina (odc. 27)
- 2014: Agnieszka jako Agnieszka Radomska
- 2015–2016: Singielka jako Sylwia Flis
- 2016: Bodo jako Alina Roland (odc. 8, 9)
- 2018: Druga szansa jako Kornelia
- 2019: Ultraviolet jako Ilona Serafin, była żona Daniela
- 2020: Mały zgon jako więźniarka Andżela
- 2021–2024: Szadź jako nadkomisarz Ewelina Wrońska
- 2023: Ojciec Mateusz jako Magda Czuma (odc. 371)
- 2023: Pokolenie Ikea jako Gośka
- 2023: Sortownia jako menadżerka filmy paliwowej
- 2023: Rafi jako Marta Jaracz, żona Jana (odc. 2)
- 2025: Aniela jako Ola

Źródło: Filmpolski.pl.

### Dubbing
- 2013: Tomb Raider jako Lara Croft
- 2015: Rise of the Tomb Raider jako Lara Croft
- 2018: Shadow of the Tomb Raider jako Lara Croft